# 위청 (수영 선수)
위청(于诚, 1983년 7월 14일 ~ )은 중화인민공화국의 수영 선수이다.

## 기록
- 2002년 아시안 게임 남자 1500m 자유형 금메달 (아시아 신기록)